# Ассоциация африканских фондовых бирж
Ассоциация африканских фондовых бирж — некоммерческая организация, основанная 13 ноября 1993 года в Кении с целью установления взаимной кооперации и обмена информацией между её членами.
Первым членом ассоциации стала Найробийская фондовая биржа в 1993 году, следом за ней в 90-е годы фондовая биржа Маврикия, Угандийская биржа ценных бумаг, Дар-эс-Саламская фондовая биржа. На текущий момент ассоциация представлена 20 биржами в 27 африканских странах:
- BRVM en:BRVM
- Ботсванская фондовая биржа
- Ганская фондовая биржа
- Фондовая биржа Каира и Александрии
- Лусакская фондовая биржа
- Зимбабвийская фондовая биржа
- Найробийская фондовая биржа
- Фондовая биржа Маврикия en:Stock Exchange of Mauritius
- Малавийская фондовая биржа
- Касабланкская фондовая биржа
- Мапутская фондовая биржа
- Намибийская фондовая биржа
- Нигерийская фондовая биржа
- Свазилендская фондовая биржа
- Дар-эс-Саламская фондовая биржа
- Угандийская биржа ценных бумаг